# Gun Gordillo
Gun Gordillo, født Gustavsson (14. august 1945 i Lund) er en dansk-svensk billedhugger.
Gun Gordillo blev uddannet af bl.a. Gunnar Aagaard Andersen på Det Kongelige Danske Kunstakademi 1969–75 i København, hvor hun senere også arbejdede som lærer. Hun havde sin første udstilling på Galleri Legér i Malmø 1977. Hun arbejder ofte med lysarrangementer i neon i sine værker, som ofte kendetegnedes af lethed og flygtighed.
Gun Gordillo var gift med den danske kunstner Freddy Fræk fra 1988 til ægtefællens død i 2016. Parret boede i Frankrig i 15 år, inden de flyttede tilbage til Danmark. De har lavet flere offentlige kunstværker sammen.